# Frank Zappa Plays the Music of Frank Zappa: A Memorial Tribute
Frank Zappa Plays the Music of Frank Zappa: A Memorial Tribute kompilacijski je album američkog glazbenika Franka Zappe, koji izlazi nakon njegove smrti u listopadu 1996.g. 
Prema tvrdnjama njegovog sina Dweezila koji je razgovarao s ocem neposredno prije njegove smrti, Frank je rekao da bi ovaj album trebao biti potipisan njegovim imenom. Njegove skladbe na albumu su "Zoot Allures", "Black Napkins" i "Watermelon in Easter Hay". Kompilacija sadrži i tri originalne skladbe koje se mogu naći na prijašnjim albumima i jedna skladba u živo, "Merely a Blues in A" koju je Zappa improvizirao a snimljena je u Parizu 1974.g.

## Popis pjesama
Sve pjesme napisao je Frank Zappa.
1. "Black Napkins" – 7:10
2. "Black Napkins" (verzija s albuma Zoot Allures) – 4:15
3. "Zoot Allures" – 15:45
4. "Merely a Blues in A" – 7:27
5. "Zoot Allures" (verzija s albuma Zoot Allures) – 4:05
6. "Watermelon in Easter Hay" – 6:42
7. "Watermelon in Easter Hay" (verzija s albuma Joe's Garage) – 8:42

## Izvođači
- Frank Zappa – prva gitara, vokal
- Terry Bozzio – bubnjevi
- Napoleon Murphy Brock – tenor saksofon, vokal
- Norma Bell – vokal
- André Lewis – klavijature, vokal
- Roy Estrada – bas-gitara, vokal
- Chester Thompson – bubnjevi
- Tom Fowler – bas-gitara
- George Duke – klavijature, vokal
- Dave Parlato – bas-gitara
- Ruth Underwood – marimba
- Lou Anne Neill – harfa
- Patrick O'Hearn – bas-gitara
- Tommy Mars – klavijature
- Ed Mann – udaraljke
- Adrian Belew – ritam gitara
- Vinnie Colaiuta – bubnjevi
- Arthur Barrow – bas-gitara
- Peter Wolf – klavijature
- Warren Cuccurullo – ritam gitara

## Vanjske poveznice
- Detalji na Lyricsu
- Detalji o izlasku albuma